# Четырёхэтажный доходный дом Мусы Нагиева
Четырёхэтажный доходный дом Ага Мусы Нагиева (или Мусы Нагиева) — здание в Баку, построенное в 1910—1912 годах. Заказчик строительства — Ага Муса Нагиев, архитектор — Иосиф Плошко Постановлением Кабинета министров Азербайджанской Республики № 132 от 2 августа 2001 года дом включён в список недвижимых памятников истории и культуры местного значения.

## Архитектурные особенности
В 1910-1912 гг. по заказу Ага Мусы Нагиева на одном из его многочисленных свободных участков был построен очередной четырёхэтажный доходный дом – на Молоканской улице, 47 (ныне – улица Хагани, 47), на границе исторических кварталов Баку.
Дом занимает угловое положение и выделяется градостроительной позицией, своим монументальным архитектурным образом в предметно-пространственной среде. Чувство масштаба и пропорциональное членение фасадов характерны для архитектора И.Плошко. Он строит композиционную структуру здания как монолитную объёмную форму, затем расчленяет на главные элементы первого порядка, а также элементы прикладного второго порядка. Создавая архитектурный каркас фасада, архитектор принимает во внимание планировочное решение
квартир, из которого вытекает основной замысел формирования и развития в трёхмерное измерение.
Дом отличается богатством объёмной пластики, хорошо гармонирующей с архитектурной трактовкой фасадов в духе строгого модерна. Угловое расположение здания и выразительность
общего силуэта с многочисленными балконами, эркерами и лоджиями, предопределили архитектурное значение в системе городских кварталов Баку. Подчёркнутый ритм раскреповок в
сочетании с их вертикальными осями, угол, закреплённый гранёным эркером с декоративным куполом, раскрыли многоплановость содержания здания. В числе главных средств фасада проявляется ориентированная динамика архитектурного масштаба. Раскреповка, выведенная за пределы карниза, отлично прорисованная арка лоджии с красивыми каменными деталями с
глубокой резьбой, энергичная пластика и возвышенный импульс позволяют отметить динамику архитектурных приёмов. В этой структуре активную роль играет облицовочный материал стен, а в архитектурных деталях – камень-известняк.